# Hans van Overbeeke
J.J. (Hans) van Overbeeke (20 februari 1946) is een Nederlands politicus van het CDA.
Van Overbeeke is afgestudeerd in de civiele techniek aan de Technische Universiteit Delft. Hij was gemeentesecretaris van Zwijndrecht voor hij in 1986 burgemeester werd van de toenmalige Overijsselse gemeente Den Ham en in september 1994 volgde zijn benoeming tot burgemeester van de nabijgelegen gemeente Hellendoorn. Hij volgde daar zijn partijgenoot Huib Boer op, die eerder dat jaar was overleden. Hij was van plan tot het einde van zijn derde termijn (september 2012) aan te blijven, maar na de roofmoord op zijn in Brazilië wonende zoon in de zomer van 2009 besloot hij in juni 2010 om per 1 januari 2011 zijn ambt neer te leggen. Hij werd daarna opgevolgd door Jan Kristen.